# El Capulín, Acatepec
El Capulín är en ort i Mexiko.   Den ligger i kommunen Tlacoapa och delstaten Guerrero, i den sydöstra delen av landet, 240 km söder om huvudstaden Mexico City. El Capulín ligger 2 171 meter över havet och antalet invånare är 651.
Terrängen runt El Capulín är kuperad åt nordost, men åt sydväst är den bergig. Terrängen runt El Capulín sluttar söderut. Runt El Capulín är det ganska glesbefolkat, med 24 invånare per kvadratkilometer. Närmaste större samhälle är Malinaltepec, 14,5 km öster om El Capulín. I omgivningarna runt El Capulín växer huvudsakligen savannskog.